# Mumtaz Mahal
Mumtāz Mahal (kar pomeni »ljubljeni okras palače«), rojena kot Arjumand Banu Begum, mogulska vladarica, * april 1593, Agra, Mogulski imperij (danes Indija), † 17. junij 1631, Burhanpur.
Mumtaz v spomin je njen mož, Šah Džahan, dal postaviti palačo Tadž Mahal. Umrla ob porodu svojega štirinajstega otroka, hčerke Gauhare Begum. Po njeni smrti je šah Džahan eno leto žaloval v samoti, nato pa je pričel z gradnjo njene grobnice, ki je bila dokončana po 20 letih.